# Корндорф, Сергей Фердинандович
Серге́й Фердина́ндович Корндо́рф (23 октября 1918 — 4 января 2012) — советский и российский учёный, профессор, доктор технических наук, заслуженный работник высшего образования Российской Федерации, специалист по промышленной электронике, отец известного композитора Николая Корндорфа.

## Биография
Родился в Костроме в семье банковского служащего Фердинанда Федоровича (Фридриховича) Корндорфа. Окончил Московский радиотехникум (годы учёбы 1934—1938) и заочно — станкоинструментальный институт. В 1938—1949 работал в ЦНИИ связи в антенной лаборатории под руководством профессора Г. З. Айзенберга.
С 1949 г. научный сотрудник кафедры «Электротехника» Московского станкоинструментального института. С 1960 г. зав. кафедрой «Электроника и автоматическое регулирование». Одновременно в 1960-е гг. читал лекции в МВТУ.
Кандидат (1954), доктор (1965) технических наук, тема диссертации «Фотоэлектрические методы контроля в машиностроении».
В 1972 г. направлен в Красноярский политехнический институт для организации кафедры «Информационно-измерительная техника».
С 1979 г. зав. кафедрой «Приборы точной механики» Орловского филиала Всесоюзного заочного машиностроительного института. Позднее кафедра называлась «Приборостроение, метрология и сертификация».
Заслуженный работник высшей школы Российской Федерации (1997).
Награждён медалью «За трудовую доблесть» (1968).
Автор и соавтор 17 монографий, справочников и учебников, свыше 50 изобретений.
В 2008 г. рассказал Медиахолдингу «Истоки» о сотрудничестве с советской разведкой

## Сочинения
- Промышленная электроника [Текст] : учеб. пособие для вузов / С. Ф. Корндорф, В. А. Попов. — М. : Высшая школа, 1964. — 225 с. — 46000 экз.

## Семья
- У Сергея Корндорфа трое детей: сын Николай (1947—2001), композитор, дирижёр, преподаватель Московской консерватории, дочь Юлия (1949), научно-технический работник, и дочь Анна (1975), историк искусства, сотрудник Государственного института искусствознания.[1]
- Отец — Фердинанд Федорович (Фридрихович) Корндорф. Родился в Нарве и происходил из остзейских немцев. Скончался в 1943 г.[1]
- Мать — Мария Дионисиевна Поржезинская. Умерла в августе 1966 г. и была похоронена в Москве на старом Введенском кладбище.[1]